# Apocalyptica
Apocalyptica je finski Symphonic Heavy Metal/Rock sastav koji svira glazbu poznatu kao cello metal.

## Povijest sastava
Sastav čine Eicca Toppinen, Paavo Lötjönen i Perttu Kivilaakso (violončelisti) i Mikko Síren (bubnjar). Do danas su izdali 5 albuma i 3 DVD-a. 2006. godine održali su koncert i u Hrvatskoj, u sklopu velike turneje povodom izdavanja Best Of kompilacije Amplified – A Decade Of Reinventing The Cello i DVD-a The Life Burns Tour u čast 10. godine postojanja. Koncert je održan u Zagrebu, u Koncertnoj dvorani Vatroslava Lisinskog, 6. lipnja.
Dana 17. rujna 2007. izašao je njihov šesti album - Worlds Collide, na kojem gostuju Corey Taylor (Slipknot, Stone Sour), Cristina Scabbia (Lacuna Coil), Dave Lombardo (Slayer), Tomoyasu Hotei, (Till Lindemann) i još nekolicina pjevača.

## Članovi
- Eicca Toppinen -  čelo
- Paavo Lötjönen - čelo
- Perttu Kivilaakso - čelo
- Mikko Sirén - bubnjevi

### Prijašnji članovi
- Antero Manninen - čelo; još uvijek svira na koncertima
- Max Lilja - čelo; sada je u finskom sastavu Hevein

## Diskografija

### Albumi
1. Plays Metallica By Four Cellos (1996.)
2. Inquisition Symphony (1998.)
3. Cult (2000.)
4. Reflections (2003.)
5. Apocalyptica (2005.)
6. Amplified – A Decade Of Reinventing The Cello (2006.)
7. Worlds Collide (2007.)
8. 7th Symphony (2010.)
9. Wagner Reloaded (Live in Leipzig) (2013.)
10. Shadowmaker (2015.)
11. Cell-0 (2020.)
12. Plays Metallica Vol. 2 (2024.)

### Singlovi
1. Apocalyptica (1996.)
2. Harmageddon (1998.)
3. Path Vol. 2 (2001.)
4. Hope Vol. 2 (2002.)
5. Faraway Vol. 2 (2003.)
6. Seemann (2003.)
7. Bittersweet (2004.)
8. Wie Weit (2005.)
9. How Far (2005.)
10. Life Burns (2005.)
11. Repressed (2006.)
12. I'm Not Jesus (2007.)
13. S.O.S. (Anything But Love) (2007.)
14. I Don't Care (2008.)
15. End of Me (2010.)
16. Broken Pieces (2010.)
17. Not Strong Enough (2010.)
18. Cold Blood (2015.)
19. Sin In Justice (2015.)
20. Me melkein kuoltiin (feat. Sanni & Tippa) (2019.)
21. Rise (2019.)
22. En Route To Mayhem (2019.)

### DVD
1. Live (2001.)
2. Reflections Revised (2003.) - posebno izdanje s DVD-om
3. The Life Burns Tour (2006.)

## Suradnja

### S gostima
- Adam Gontier / Three Days Grace (I Don't Care)
- Corey Taylor / Stone Sour, Slipknot (I'm Not Jesus)
- Cristina Scabbia / Lacuna Coil (SOS - Anything But Love)
- Dave Lombardo / Slayer (Somewhere around Nothing, Resurrection, Cortege, Betrayal/Forgiveness, Last Hope)
- Emmanuelle Monet (Manu) / Dolly (En Vie)
- Joe Duplantier / Gojira
- Lauri Ylönen / The Rasmus (Life Burns! i Bittersweet)
- Linda Sundblad / Lambretta (Faraway Vol. 2)
- Marta Jandová / Die Happy (Wie Weit/How Far)
- Mats Leven / Therion, Krux (I Don't Care, SOS - Anything But Love)
- Matt Tuck / Bullet for My Valentine (Repressed)
- Matthias Sayer / Farmer Boys (Hope Vol. 2)
- Max Cavalera / Soulfly (Repressed)
- Nina Hagen (Seemann)
- Sandra Nasic / Guano Apes (Path Vol. 2)
- Till Lindemann / Rammstein (Helden)
- Timo Rautiainen & Trio Niskalaukaus (Juoksevan Veden Aika)
- Tomoyasu Hotei (Grace)
- Ville Valo / HIM (Bittersweet)

### Kao gosti
- 69 Eyes - Devils
- 69 Eyes - Ghost
- Angelzoom - Turn The Sky
- Bullet for My Valentine - Intro
- Bush - Letting The Cables Sleep (Apocalyptica Remix)
- Grip Inc. - Built To Resist
- Gunslingers - Take Your Time
- HIM - In Joy And Sorrow
- Joachim Witt - Batallion D'Amour
- OOMPH! - Die Schlinge
- Rammstein - Benzin Kerozinii Remix
- Schweisser - Meine Liebe Ist Ein Monster
- Şebnem Ferah - Perdeler (Apocalyptica Version)
- Sepultura - Valtio
- Stratovarius - Infinity
- Stratovarius - Mother Gaia
- Stratovarius - Destiny
- Stratovarius - Celestial Dream
- The Rasmus - Dead Promises
- Triple X - Bojs Tenju (Shadowboxing Soundtrack)
- Waltari - Purify Yourself
- Waltari - Look Out Tonite

## Vanjske poveznice
Službene stranice